# Parents (2016)
Parents (Originaltitel: Forældre) ist ein dänischer Film aus dem Jahr 2016 und wurde von Nordisk Film und New Danish Screen produziert. Die Erstaufführung war am 15. April 2016 auf dem Tribeca Film Festival es folgten weitere Veröffentlichungen auf verschiedenen Film Festivals, am 3. November 2016 folgte die Kinoveröffentlichung in Dänemark.

## Handlung
Als der Sohn von Kjeld und Vibeke auszieht, beschließen sie die zufällig zum Verkauf stehende Wohnung aus ihrer Zeit als Studenten zu kaufen. Kjeld richtet die Wohnung so ein wie sie damals in ihrer Studentenzeit eingerichtet war und für eine Weile erleben die beiden ihre Jugendtage noch einmal. Als sie eines Morgens aufwachen stellen sie fest, dass sie tatsächlich dreißig Jahre jünger sind.

## Rezeption
„Parents [Forældre] may feel a bit uneven and over-ambiguous as a whole, but its off-center mix of slightly black comedy and drama is never less than interesting.“